# Euregio Medical School
Die Euregio Medical School (EMS) war ein Projekt der italienischen Provinzen Südtirol und Trentino sowie des Bundeslandes Tirol zur Errichtung einer privaten medizinischen Universität nach angloamerikanischem Modell. Nachdem die Verhandlungen mit dem Bildungsministerium in Italien und den infrage kommenden staatlichen Universitäten in Österreich gescheitert waren, wurde die Projektentwicklung im Jahre 2020 abgebrochen.

## Hintergrund und Planung
Das Projekt wurde im Jahre 2010 vom damaligen Südtiroler Landeshauptmann Luis Durnwalder sowie vom Tiroler Wissenschaftslandesrat Bernhard Tilg ins Leben gerufen. Der Hintergrund für die Gründung war die geringe Anzahl an Nord- und Südtirolern an den österreichischen Medizinuniversitäten und somit ein befürchteter Ärztemangel in den Regionen.
Die Universität sollte vorwiegend für Bewerber aus dem Trentino, Südtirol und Tirol verfügbar sein, was einige rechtliche Hürden aufgeworfen hat. Die Universität hätte Platz für 80 bis 100 Studienanfänger jährlich bieten sollen. Die Eröffnung war für 2013 geplant. Dieses Datum konnte nicht gehalten werden, weil das Parlament in Rom keine Freigabe für das Projekt erteilt hat.
Die rechtliche Grundlage wurde vom Europäischen Verbund für territoriale Zusammenarbeit (EVTZ) gebildet, was eine Subventionierung durch die Europäische Gemeinschaft ermöglicht hätte.

## Aufbau des Studiums
Das Studium hätte in Zusammenarbeit mit der Tiroler Privatuniversität UMIT in Hall, der Medizinischen Universität Innsbruck sowie der Landesfachhochschule für Gesundheitsberufe „Claudiana“ in Bozen geführt werden sollen. Die vorklinischen Fächer hätten in den bestehenden Infrastrukturen in Innsbruck und Hall stattfinden sollen, die klinischen Fächer in Bozen. Der Unterricht war dreisprachig geplant (Deutsch, Italienisch und Englisch).
Dieser Aufbau entspricht dem angloamerikanischen Modell der medical school, bei dem hauptsächlich die Ausbildung zum Arzt im Vordergrund steht, das Studium also vorwiegend klinisch ausgerichtet ist, während an öffentlichen Universitäten auch ein wissenschaftlicher Schwerpunkt mitwirkt.

## Rechtliche Aspekte
Das Projekt sollte dazu dienen, Nord- und Südtirolern eine Möglichkeit zu bieten, das Medizinstudium zu beginnen, unabhängig davon, ob sie bei dem in Österreich vorgeschriebenen Aufnahmetest für das Medizinstudium gut abschneiden oder nicht. Besonders bei den Südtiroler Studienbewerbern reichten die Ergebnisse beim, seit 2013 nicht mehr stattfindenden Eignungstest für das Medizinstudium im Jahr 2010 für gerade mal 21 und im Jahr 2011 für 45 Aufnahmen an den österreichischen Medizinuniversitäten. Um die Studienplätze also an genau diese Bewerber zu verteilen, ohne andere Interessenten aus der EU zu diskriminieren, wurden mehrere Lösungsvorschläge präsentiert:
- Die Einführung von Zulassungsbedingungen, die beispielsweise ein österreichisches Reifeprüfungszeugnis beinhalten.[6]
- Die Einführung von Studiengebühren über 25.000–30.000 Euro pro Jahr, die für Einheimische der Region vom Land, in Form von „Studienschecks“ bezahlt würden.[7]
- Die Einführung eines Eignungstests nach dem Modell der PMU Salzburg

Aufgrund der „Gelmini-Reform“ ist es in Italien nicht mehr möglich, weitere medizinische Fakultäten zu eröffnen. Begründung für diesen Schritt sind vor allem finanzielle Hintergründe. Die Region Trentino-Südtirol, welche dem Staat Italien gegenüber ausgeprägte finanzielle Autonomierechte besitzt, wollte sich über dieses Dekret mit der Begründung hinwegsetzen, die geplante Universität würde vom Land finanziert, verursache dem Staat also keinerlei Kosten.
Da das Studium nach dem Modell der Fachhochschule für Gesundheitsberufe „Claudiana“ dreisprachig abgehalten werden soll, wären für die Nordtiroler und Trentiner Studienbewerber sprachliche Barrieren, die zuerst abgebaut werden hätten müssen. Da Südtiroler an allen Schulen in den drei Sprachen unterrichtet werden, stellte sich für sie dieses Problem nicht.

## Politische Diskussion
Das Projekt erregte großes Aufsehen in der italienischen und österreichischen Politik und geriet ins Kreuzfeuer der Kritik:
- Das Problem der hohen Durchfallquote der Südtiroler Studienbewerber an den medizinischen Universitäten in Österreich ließe sich nicht durch eine qualitativ minderwertige Medizinuniversität lösen. Das Land Südtirol solle sich stattdessen finanziell an der medizinischen Universität Innsbruck beteiligen, um so genügend Plätze für Südtirol bereitzustellen.[11]
- Es sei zielführender und kostengünstiger, Südtiroler Maturanten bereits in der Schule auf den EMS vorzubereiten.[12]
- Anstatt Millionen in eine neue Infrastruktur zu investieren, um kurzfristige Probleme zu lösen, sei es billiger, die Standorte Nord- und Südtirol sowie das Trentino attraktiver für Ärzte aus anderen Regionen und Ländern zu machen.[13]
- Die Eröffnung der neuen Universität könne die Qualität der bestehenden medizinischen Universität in Innsbruck gefährden, da die Position als nationaler und internationaler Bildungsstandort durch sinkende Studierenden- und Fallzahlen geschwächt würde.[14]
- Die Begründung des dreisprachigen Unterrichts liege hauptsächlich in der „Filterfunktion“, um eine Überschwemmung durch ausländische (vorwiegend deutsche) Studierende zu vermeiden. Es gibt aber keine Garantie, dass sich diese Anwärter davon abhalten lassen sich trotzdem an der Universität zu bewerben.[15] Die Dreisprachigkeit erschwere zudem die Bedingungen der Bewerber aus Nordtirol, die kein Italienisch sprechen, und dem Trentino, die kein Deutsch sprechen.[6]

Herbert Lochs, der damalige Rektor der medizinischen Universität Innsbruck, befürwortete das Projekt. Durch die Medical School könne man die gemeinsamen Ressourcen besser einsetzen und bestehende Forschungskooperationen (beispielsweise mit der EURAC in Bozen) weiter ausbauen.